# NGC 4970
NGC 4970 é uma galáxia lenticular (S0) localizada na direcção da constelação de Hydra. Possui uma declinação de -24° 00' 32" e uma ascensão recta de 13 horas, 07 minutos e 33,6 segundos.
A galáxia NGC 4970 foi descoberta em 26 de Março de 1789 por William Herschel.